# Khaled (stripalbum)
Khaled is het negende stripalbum uit de reeks De torens van Schemerwoude. Het negende deel verscheen bij uitgeverij Arboris in 1993. Het album is geschreven en getekend door Hermann Huppen.

## Inhoud
Aymar en de pelgrims die hem vergezellen komen aan in Nazareth en raken betrokken in een plaatselijke rel waarbij gevochten wordt met de Arabische bewoners. Aymar en Olivier verlaten de pelgrims en ontmoeten ridder Reihardt die een legertje ridders ronselt om het kasteel van Bernard de Mance te ontzetten. Het kasteel wordt belegerd door de Arabische emir Yzid al-Salah. Tijdens het beleg doet Faynal gemene zaken met Yazid al-Salah in ruil voor goud.  